# 科尼博多姆
科尼博多姆（羅馬化：Konibodom），又按俄语名译为卡尼巴达姆（羅馬化：Kanibadam），是塔吉克斯坦的城市，由索格特州負責管轄，位於該國西北部，距離首府苦盞79公里，面積828平方公里，海拔高度421米，2007年人口估計約47,100。

## 历史
古名坎德（Kand），即粟特语“城市”之意。雅古特·哈迈维在13世纪写成的《地理辞典》中记载：“坎德因盛产杏仁而被称为卡尼巴旦木（Kanibadam ‘杏仁之源’）。”
曾属于浩罕汗国。